# Büscherhöfchen (Engelskirchen)
Das Forsthaus Büscherhöfchen ist ein Ort in der Gemeinde Engelskirchen im Oberbergischen Kreis in Nordrhein-Westfalen in Deutschland.

## Lage und Beschreibung
Der Ort liegt im Süden von Engelskirchen und der Agger an der Bundesautobahn 4. Nachbarorte sind Miebach und Engelskirchen.

## Geschichte
1413 wurde der Ort erstmals in einer Kämmereirechnung für den Fronhof Lindlar urkundlich genannt. In dieser Urkunde wird der Ort mit „zu dem Oever Busche“ bezeichnet. In der Karte Topographische Aufnahme der Rheinlande von 1825 wird der Ort auf umgrenztem Hofraum mit zwei Gebäudegrundrissen gezeigt und mit „Büscherhöfchen“ benannt. Ab der topografischen Karte von 1996 wird die Ortsbezeichnung „Forsthaus Buscherhöfchen“ verwendet.